# گانگوداگامدا
گانگوداگامدا (به لاتین: Gangodagammedda) یک منطقهٔ مسکونی در سری‌لانکا است که در استان مرکزی (سری‌لانکا) واقع شده‌است.